# لاواسپل
لاواسپل (به انگلیسی: Lovespell) یک فیلم سینمایی تراژدی عاشقانه فانتزی محصول سال ۱۹۸۱ میلادی با بازی ریچارد برتون در نقش کینگ مارک کورنوال است. کارگردانی فیلم توسط تام دونووان انجام شده. این فیلم که ابتدا در سال ۱۹۷۹ فیلمبرداری شد، برای نمایش های محدود در سالن های سینما در سال ۱۹۸۱ اکران شد. این فیلم بر پایه حماسه کلاسیک تریستان و ایزولد میباشد. که پایه و اساس فیلم تریستان و ایزولد (فیلم ۲۰۰۶) است.

## بازیگران
| نام شخصیت         | نام بازیگر        |
| ----------------- | ----------------- |
| کینگ مارک کورنوال | ریچارد برتون      |
| ایزولت            | کیت مولوگرو       |
| تریستان           | نیکلاس کلی        |
| گورموند ایرلند    | سیری کوزاک        |
| برونوین           | جرالدین فیتزجرالد |
| اندر              | نیال تویبین       |
| آلیکس             | دیانا وان درلیس   |
| تاج               | نیال اوبراین      |
| یسولت دست سفید    | کاترین داولینگ    |
| پدر کلم           | جان جو بروکس      |
| آن                | تودی هیز          |
| راهب              | جان اسکنلون       |
| ویلیام گارد       | بابی جانسون       |
| اوژانین           | جان لابین         |